# Yecapixtla
Yecapixtla es un pueblo del estado de Morelos en México. Es muy famoso por la gran calidad de su cecina de res.  

## Etimología
"Yekapitztla" significa "Promontorio, cerro artificial que oculta alguna pirámide o teocalli". Sus raíces etimológicas son: yeka-tl o eka-tl, "aire"; pitz-auak, "casa delgada", y tla-n, "abundancia", y quiere decir "Lugar de sutiles aires", como así se advierte. El ingeniero Vicente Reyes y el licenciado Cecilio A. Robelo dicen en sus respectivas obras, aludiendo a Orozco y Berra, que debe ser Yekapitztla, de yakatl, "nariz"; pitz-tli, "hueso de mamey", y tla, "abundancia", para indicar que las personas de ese pueblo tienen las "narices aguileñas como hueso de mamey". Su jeroglífico, aparece con un insecto para indicar que produce el aire delgado con sus alas.

## Localización
Se localiza el municipio en la región oriente del Estado, se ubica geográficamente en los paralelos 18°53′ de latitud norte y a los 98° 52` de latitud oeste del meridiano de Greenwich, a una altitud de 1580 metros sobre el nivel del mar.

## Historia
El pueblo de Yecapixtla, en el estado de Morelos, tiene un origen muy lejano, existen vestigios que lo llevan hasta el periodo Olmeca como parte de la región Olmeca del Sur, periférico al antiguo sitio de Chalcatzingo. Más tarde, fue lugar de paso de diversos grupos que peregrinaban del centro a la provincia y de esta al centro. Los Mexicas conquistaron la localidad que vino a formar parte de los pueblos tributarios de su Imperio y en el siglo XVI, encabezaba una vasta región de tributarios en el oriente del actual Estado de Morelos, denominado la Tlalnáhuac. En la época colonial, formó parte del marquesado del valle de Oaxaca, conforme a la real cédula de donación de Carlos V al conquistador Hernán Cortés, como una de las cinco villas del marquesado.
Su posición estratégica entre la provincia del sur este y el centro la convirtieron en el lugar de paso durante las gestas independentistas, de reformas y revolucionarias; sus pobladores se vieron envueltos en el torbellino de estas guerras. Actualmente, forma parte del Estado de Morelos como uno de los municipios orientales y polo secundario de desarrollo.
Pueblo rebelde que no reconocía a Moctezuma, también plantó cara y combatió ferozmente a los españoles. Finalmente Yecapixtla fue vencido y saqueado por Gonzalo de Sandoval el 16 de marzo de 1521. Cortés se percata de la estratégica ubicación del pueblo y lo incluye en la propuesta de donación que solicita a Carlos V, como parte del marquesado del Valle.
Se dice que su toponimia refiere a los hombres de narices afiladas o aguzadas. Se cree que los gobernantes tenían unos chalchihuites atravesados en la nariz, como dice Chimalpain: a honra del diablo. Se dice, también, que proviene del Ehecatl el dios del aire, Ahuac la casa delgada y Tlan lugar que quería decir el lugar de los aires sutiles. Se cree que se llamó así porque antiguamente se llamaba Xihuitzacapitztlan y los gobernantes tenían unos chalchihuites en la nariz; según Sahagún, Yecapitzoac era uno de los cinco hermanos del dios de los mercaderes Yacatecutli, lo que parece tener mayor relación con el nombre del lugar y la actividad comercial que se desarrollaba en la comunidad.
Más tarde, Yecapixtla formó parte de una región probablemente relacionada con Chalco, encabezando una organización regional que comprendía gran parte de las poblaciones del oriente del actual Estado de Morelos.
Existen vestigios que muestran la existencia de grupos Olmecas en la región. Fue área de tráfico de grupos Chalcas y Xochimilcas entre el centro y la provincia.
Hacia el año de 1325 arribaron los Xochimilcas, y más tarde el grupo denominado tlahuica proveniente de los grupos mencionados en la tira de la peregrinación.
Chimalpain menciona que los nonoalcas al pasar por Chalco fueron malvistos por su dios Tezcatlipoca, quien maldijo a los Chalcas quienes, por esta ofensa tuvieron que pedir perdón; desde entonces Tezcatlipoca se convirtió en el dios de la región. Chimalpain menciona indistintamente a Yecapixtla como Coyohuacan, dice además, que los pobladores de Coyohuacan eran muchos y que "andaban con aderezo labrados de metal en las narices a honra del diablo", por eso le llamaron a ese lugar Yacapichtlán: como lo menciona Gutiérrez de Lievana en la relación de Acapistla de 1580.
La colocación de la piedra en la nariz era ritual símbolo de poder y gobierno. La religión se desarrolló desde los dioses del Calpulli hasta el dios tutelar de toda la región que junto el poder civil y religioso. Las actividades económicas diversificaron a los surgidos entre los personajes importantes de una actividad cuya eficiencia les permitió adquirir la divinidad; es probable que uno de estos dioses Yecapitzoac, diera el nombre definitivo al lugar, conforme a la actividad importante: el comercio.
El carácter estratégico del sitio, lo convirtió primero en cabeza de la región de la cuenca del río Amatzinac, receptora de los tributos regionales y más tarde, en el centro regional del intercambio comercial, particularmente ganadero. El dios Yecapitzaoc hermano de Yacatecutli, dios de los mercaderes, se apoyaban en el caminar sobre un bastón, muy venerado según decir de Sahagún, al grado de que cuando llegaban a un pueblo a pasar la noche, juntaban las varas en forma ritual.
En la festividad del Panquezalistli, un grupo se dedicaba al comercio relacionado con la captura de esclavos para sacrificar al dios.
El carácter estratégico del sitio y la tradicional enemistad con los Huejotzingas motivaron e impulsaron la conquista de Yecapixtla a manos de Sandoval, un capitán Cortés, el 16 de marzo de 1521; los Yecapixtlas ofrecieron una cerrada resistencia militar, sucumbiendo al final y sometidos a una gran carnicería.
Los primeros frailes que llegaron fueron los franciscanos, después los agustinos; al evangelizar a la población, juntaron a los dioses del bastón Otlati: el Yacatecutli y San Juan el Bautista.
Hernán Cortés ve con especial interés a Yecapixtla; pone casa allí, tomando tierras entre Mexquemeca y Ocuituco y pone huerto de árboles frutales; conserva el sistema de tributación establecido y en 1525 lleva frailes para evangelizar la región.
Cuando fue por primera audiencia, parte hacia España dejando este señorío en manos del encomendero Diego de Olguín.
Cortés volvió de España en 1529 con la cédula de donación del marquesado del valle; Yecapixtla y sus vecinos estaban entre las poblaciones concedidos al conquistador por Carlos V. Al darse cuenta de las dimensiones, el rey permitió que sus representantes limitaran la merced real de Cortés. Primero, le quitaron Totolapan y Atlatlahucan, más tarde desataron una campaña de retasamiento de tributos entre los sujetos de Yecapixtla y finalmente, cuando es enjuiciado el segundo marqués, esta provincia de la Tlalnahuac cuya cabeza era Yecapixtla, fue secuestrada hasta 1586, cuando le fue restituida.
Monasterio Agustino de Yecapixtla. Una vez fundado el monasterio de Cuernavaca, los franciscanos inician la campaña misionera incluyendo como tributarios a pueblos como Tlayacaque, Tetela, Tecpancingo, Tlatlauco, Totolapa y un conjunto en los alrededores de Yecapixtla conocido como Tlalnáhuac, lo cual explica la riqueza de recursos que permitieron la construcción del conjunto conventual.

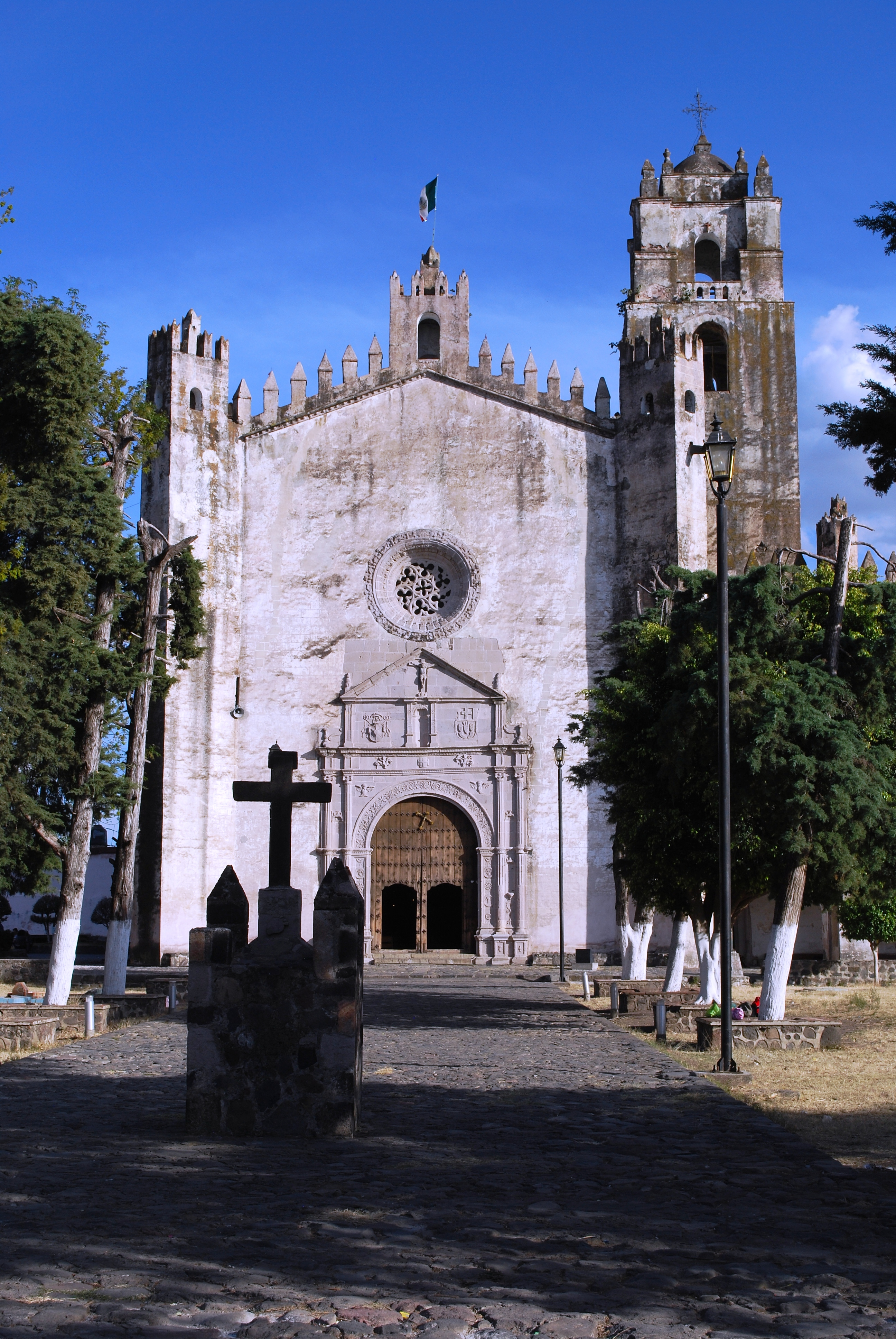
Fachada del convento de San Juan

Entre 1535 y 1540, los monjes agustinos construyeron el monasterio de San Juan el Bautista. Las características de este edificio invitan al viajero y al estudioso a conocer su belleza, apreciada desde tiempos coloniales, como cita la Relación de Cuernavaca de 1743: "...a ocho leguas de esta cabecera (Cuernavaca), está el curato de Yecapixtla, convento de religiosos del Señor San Agustín, uno de los templos más pulidos de este reino, con una iglesia fortísima, labrada con tal curiosidad que hasta las rejas de las ventanas son de piedra, como las barandillas del coro y el púlpito, todo tan pulido que con un buril no se pudiera realzar más sus labores, como los lasos de las bóvedas y escaleras del convento".
Monasterio Agustino de Yecapixtla
Entre 1535 y 1540, los agustinos construyeron el monasterio de San Juan el Bautista y desde allí atendieron un grupo reducido de poblaciones. El monasterio se convirtió en el centro de la organización colonial regional. 
A finales del siglo XVI, el monasterio comenzó a perder descendencia sobre la población a 
causa del predominio de los seculares y del surgimiento industrial en la región de Cuautla; los vecinos de Yecapixtla, abandonaron el monasterio y se contrataron en las haciendas.
El monasterio cuenta con elementos como un atrio monumental, una capilla posas, capilla abierta, templo monumental y convento y una huerta anexa en la que existen árboles de diferentes especies.

## Lugares turísticos
- El Zócalo de Yecapixtla.
- Letras Monumentales de Yecapixtla
- Mercado Tradicional.

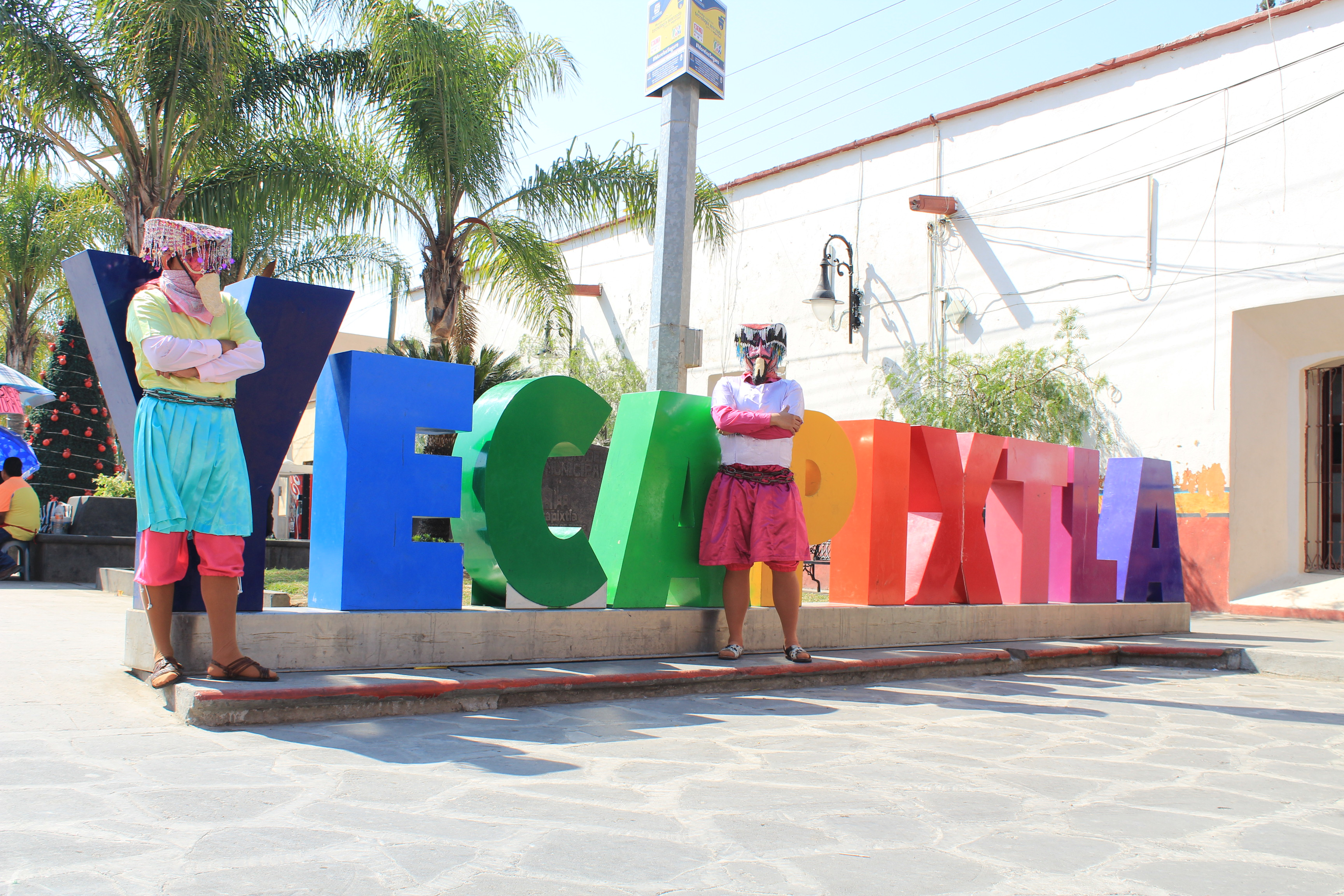
Zócalo de Yecapixtla, Letras Monumentales y Matacueros de Morelos, México

- El ex convento de San Juan Bautista, donde podrán encontrar el rosetón gótico único en el mundo
- Monumento al Matacuero
- Monumento al Cecinero
- Arcos de Bienvenidos a Yecapixtla
- Acueducto de Tecajec
- Mural de la Historia de Yecapixtla
- Cuexcomate
- Corredor Artesanal
- En Achichipico, comunidad perteneciente al municipio de Yecapixtla se encuentra las pinturas rupestres, un lugar de magia y tradición.
- Taller Artesanal de la Nieve
- Taller Artesanal de la Cecina de Yecapixtla
- Pozo de Viento en la comunidad de Aquiles Serdan
- Antigua Estación del Ferrocarril
- Capilla Abandonada de Calalpa
- Acueducto de San Pablo
- Taller de Crema y Queso

## Tianguis grande

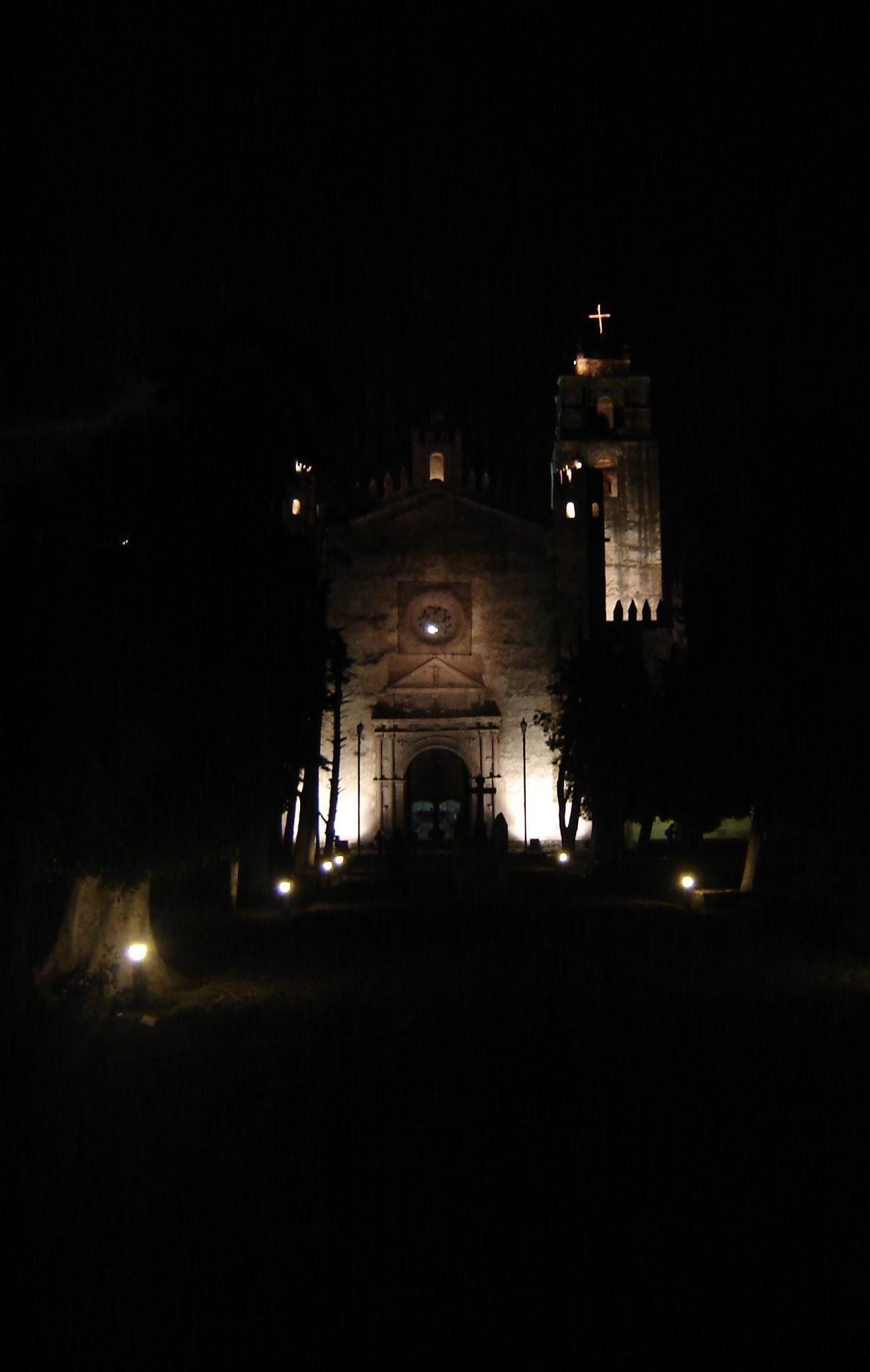
Exconvento de Yecapixtla, foto nocturna, mayo de 2010.

El último jueves de octubre se celebra el tianguis grande o feria de la cecina con brinco de chinelo exposiciones de cecina y baile público.
Para el tiempo prehispánico, la fiesta del tianguis grande se realizaba en la veintena “Tlaxochimaco” (veintena corresponde al mes en el calendario náhuatl), aproximadamente del 18 de agosto al seis de septiembre; esta fiesta fue como un ritual de admiración y respeto al señor del comercio. Por ello se realizaba el gran tianguistli, donde los moradores podían intercambiar productos que consistían en semillas, flores, plumería, mantas, calzado, pieles de animales silvestres, utensilios para la caza, además de gozar de las danzas que realizaban los guerreros a la sagrada energía del cosmos; en ellas también participaban todos los moradores.
Tlaxochimaco es el nombre que designa “la ofrenda de flores”, ritual que se ofrecía a la fiesta de “Micailhuitzintli” (en esta fiesta se recordaba a las animas de los pequeños). 
En ella veneraban el nacimiento del señor Yacapitzauac, cubriendo de flores la esfinge monolítica de la imagen que estaba en el Teopan de aquel Teocalli. Los habitantes y pochtecas le rendían homenaje del siguiente modo: 
Se iniciaba la fiesta una noche anterior, con la vigilia de los guerreros que se formaban en este lugar. Les acompañaban los tlatoanis que se encargaban de instruir al pueblo, algunos eran invitados que venían de Tepoztlan, para ofrecer el xuchitl y las plegarias correspondientes. 
Las ofrendas consistían en flores silvestres de diversas especies que se encuentran en el campo después de las lluvias y la quema del copalli en los popochcomil; cantos y relatos de la vida de este señor mexica. La música interpretada con sus instrumentos autóctonos (a saber, flautas de carrizo, tecocollis –caracol-, teponaztles, Ayacachtli –maracas- y los huehuetl –tambores-). Y que gracias a la inteligencia de nuestros abuelos perviven en la fiesta de Semana Santa; interpretándola para las procesiones con los Matacues. En sus cantos se hacía una invitación a la meditación y profundidad, a la reflexión de los conceptos que trascienden a la vida y la muerte. Esa búsqueda en el interior de sus almas que habían de conducirlos al lugar de la dualidad “El Omeyohcan”, en el décimo tercer cielo. 
“In ye tlauizcaleua” (al despuntar el alba), se realizaba el saludo a los cuatro rumbos del universo; buscando siempre esa armonía con la naturaleza y el cosmos. Así se daba inicio con las danzas que son el símbolo de la vida, en el ollin –movimiento-; pues con el paso de la noche y la quietud había quedado atrás, el “Micctlan sagrado”, el reposo de las ánimas. Se emprendía el caminar de un nuevo día para regenerar la vida en todo su esplendor. 
Durante los festejos del día, se realizaba “El gran Tianquistli”, donde se daba el trueque de productos y mercancías; que eran traídas por los moradores del lugar y los pochtecas de la región.
En este tianguis, se encontraban productos de alfarería como jarros, cazuelas, molcajetes, metates, ollas de barro y platos del mismo material; alfarería con un tratamiento especial en el pulido ya que estaba dedicada para uso exclusivo en el servicio religioso. Entre estas piezas destacaban los popochcomil (Sahumerios) (Platos decorados, Jarros y otros utensilios), dedicados para las ofrendas de las ánimas. También se ofrecían en este tianguis, productos de primera necesidad. Comestibles desde semillas de maíz, fríjol, calabaza, cacao, cacahuate, amaranto y una gran diversidad de chiles para preparar los exquisitos guisados; Totolin (guajolotes), izcuintlis (perro mexicano). Además ropa de algodón o manta y calzado. Entre otros los chiquihuites, canastos y petates; mecates, costales de fibras naturales y ayates. Así como herramientas de trabajo, instrumentos musicales (Huehuetl, teponaztles y flautas de carrizo). También plumas de “quetzal” para los atuendos de los guerreros, y productos alusivos a la fiesta de muertos: Copalli, flor de zempoalxuchitl, figurillas de animales con un silbato chiflador (que reciben el nombre de Chililetes). 
Con la conquista religiosa, esta fiesta es respetada por los frailes agustinos, y en un sincretismo es bien aceptada la gran plaza del trueque. Ya que los frailes pudieron observar la convivencia entre los moradores del cacicazgo, que venían de sus diferentes poblaciones para reunirse rindiendo el tributo y el homenaje a sus amados difuntos, enseguida de los festejos del señor del comercio, se realizaba la fiesta a las ánimas de los niños y al día siguiente a los mayores santa meto

## Fiesta patronal
El 24 de junio fiesta patronal del pueblo en honor a San Juan Bautista; es celebrada con danzantes, bandas de viento, quema de toritos y castillo de bengala. Así como variados espectáculos taurinos, junto con charreadas, jaripeos, torneos de lazos y encierros de vaquillas de lidia. fiesta en celebración al santo patrono de san Juan Bautista

## Folclor
El folclore, folclor, folklore o folklor es la expresión de la cultura de un pueblo: artesanía, bailes, chistes, costumbres, cuentos, historia oral, leyendas, música, proverbios, supersticiones y demás, común a una población concreta, incluyendo las tradiciones de dicha cultura, subcultura o grupo social, además se suele llamar de la misma manera al estudio de estas materias; así pues el folclor de Yecapixtla es mostrado por el Matacuero distintivo y único de este hermoso municipio.
El Matacuero es un ícono en la cultura de Yecapixtla. Su nombre, proviene de "Matacue", que en náhuatl significa "el que indaga", "el que busca". 
Sus orígenes se remontan al siglo XIX y son un antecedente de los Chinelos. 
El Matacuero es una alegoría del soldado español que llegó durante y después de la conquista a estas tierras pobladas por los tlahuicas. 
La diferencia entre el Chinelo y el Matacuero, es que el primero solo baila; y el segundo habla y despotrica contra el soldado español. 
Su atuendo está compuesto por una gorra multicolor y una máscara color claro, diferente a la piel morena de los indígenas y tienen ojos claros. Está hecha de mimbre, principalmente y uno de los rasgos más característicos es la barba que generalmente es negra y terminada en gancho, como una barba egipcia. 
El Matacuero viste camisa, mandil o delantal y calzón, todos de satín de colores vivos. Usa medias y calza huaraches. Esta vestimenta imita al traje de los conquistadores españoles. Otro rasgo distintivo del Matacuero es que lleva enredada en la cintura una cadena, que simboliza la dominación a la que fueron sometidos por los colinizadores. 
El Matacuero hace su aparición el Sábado de Gloria y representa a un soldado que va dando órdenes a una fila de "Romanos". Desde que los Matacueros aparecieron, han realizado la misma función: salen a las principales calles de Yecapixtla a celebrar, van en fila y los mayores dan órdenes a los más pequeños. Adelgazan la voz y dicen, al oído: "apúlale, apúlale", por apúrale, apúrale, para que la procesión avance. Utilizan el mismo tono de voz y las mismas palabras desde tiempo ancestrales. Esta impostación bucal la realizan para que no sean reconocidos.

## Personas destacadas
Fray Jorge de Ávila
Dirigió la fundación y construcción del Monasterio de San Juan Bautista en Yecapixtla en el año de 1535.
Martín Sánchez Chagoyán
Defensor del pueblo contra los plateados.
José Pineda Torres
Firmante del Plan de Ayala en 1911.
Juan Morales 
Caudillo revolucionario del ejército de Emiliano Zapata.
Pbro. Evaristo Nava Ortiz
Sacerdote que defendió a la comunidad en los tiempos de la revolución; fue además gran promotor de la educación.
Prof. Juventino Pineda Enríquez 
Escritor, periodista, historiador, alto funcionario de gobierno, fundador de más de 8 escuelas primarias en el municipio y otras más en el estado.

## Hermanamientos
La ciudad de Yecapixtla está hermanada con 0001 ciudades alrededor del mundo
- Habana del Este (2003)[4]